# 長頭鉤嘴麗魚
長頭鉤嘴麗魚，為輻鰭魚綱鱸形目隆頭魚亞目慈鯛科的其中一種，分布於非洲馬拉威湖流域，體長可達28公分，棲息在開放水域，以魚類為食，生活習性不明，可作為觀賞魚。

## 擴展閱讀
維基物種上的相關：長頭鉤嘴麗魚